# Monkey’s Audio
Monkey’s Audio – bezstratny kodek dźwięku. Pozwala zmniejszyć wielkość plików od 40 do 50%. Pliki zawierające dźwięk w tym formacie mają rozszerzenie .ape lub .apl.
W skład pakietu zawierającego kodek wchodzi wtyczka dla programu Winamp pozwalająca na odtwarzanie plików z tym rozszerzeniem.
Ponieważ wykorzystana metoda kompresji jest bezstratna (w przeciwieństwie do metod kompresji stratnej dźwięku jak np. plików formatu MP3) przy pomocy odpowiednich programów pliki w formacie Monkey’s Audio można przekonwertować do plików WAV identycznych z oryginalnym nagraniem (przed kompresją).

## Charakterystyka
Monkey’s Audio jest formatem kompresji bezstratnej dźwięku – z zasady cechuje go reprodukcja dźwięku identyczna z oryginalnym plikiem przed kompresją. Porównanie z innymi bezstratnymi formatami prowadzi do wniosku, że jest pod względem stopnia kompresji nieznacznie lepszy niż FLAC i znacznie lepszy niż starszy Shorten. Natomiast pod względem szybkości kodowania i dekodowania jest wolniejszy od obu formatów i w związku z tym jest rzadziej używany w cyfrowych przenośnych odtwarzaczach dźwięku. Oferuje mniejszą kompresję niż OptimFROG i Lossless Audio, ale jest od nich szybszy. Format ten charakteryzuje relatywnie wolne przeszukiwanie utworu, a w przypadku uszkodzenia pliku dane audio za punktem uszkodzenia są tracone. Typowy plik Monkey’s Audio ma przepływność około 600–700 kbps dla jakości CD-Audio.

## Wsparcie sprzętowe
Format Monkey’s Audio jest natywnie obsługiwany przez odtwarzacze firmy Cowon, niektóre urządzenia umożliwiają odtwarzanie plików tego formatu przy zastosowaniu alternatywnego systemu operacyjnego Rockbox.